# Рошкань (Резинський район)
Рошкань (рум. Roșcani) — село у Резинському районі Молдови. Входить до складу комуни, адміністративним центром якої є село Перень.

## Населення
За даними перепису населення 2004 року у селі проживали 29 осіб, усі — молдавани.